# Balayan
Balayan é um município de  primeira classe de renda municipal (d) na província Batangas, nas Filipinas. De acordo com o censo de 1 de maio  de  2020 possui uma população de 95 913 pessoas e 24 391 domicílios.